# Luigi Gallanti

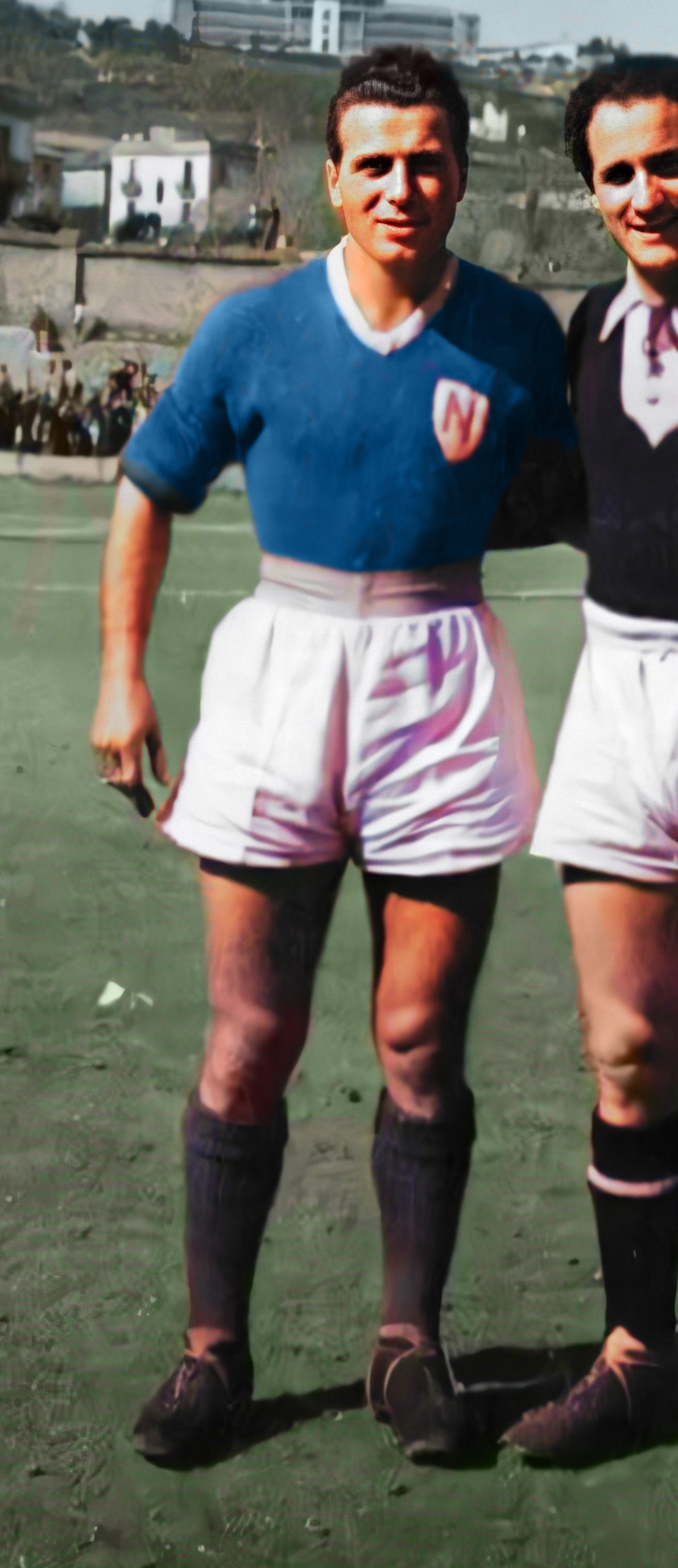

Luigi Gallanti (Tortona, 24 settembre 1917 – Seregno, 11 ottobre 1990) è stato un calciatore italiano, di ruolo attaccante.

## Carriera
Ha disputato 23 incontri, con 2 reti all'attivo, nell'anomalo campionato 1945-1946, con la maglia del Napoli.
Ha inoltre all'attivo cinque campionati di Serie B nelle file di Fanfulla e Seregno. Nella stagione Serie B 1942-1943 coi bianconeri lodigiani vinse la classifica marcatori del campionato cadetto, a pari merito con Giovanni Costanzo, con 22 reti all'attivo.

## Palmarès

### Club

#### Competizioni nazionali
- Serie C: 1

Seregno: 1949-1950

### Individuale
- Capocannoniere della Serie B:

1942-1943 (22 gol)